# ネムノキ
ネムノキ（合歓木・合歓の木、学名: Albizia julibrissin）はマメ科ネムノキ亜科ネムノキ属の落葉高木。別名、ネム、ネブ。山地や河岸などに生える。夜になると小葉が閉じて垂れ下がる就眠運動を行うことが知られている。

## 名称

### 由来
和名のネムノキは、「眠る木」を意味し、夜になると葉が合わさって閉じて（就眠運動）眠るように見えることに由来する。別名はネム。漢字名の「合歓木」は、葉が合うところからの名前で、中国においてネムノキが夫婦円満の象徴とされていることから付けられたものである。

### 異名
中国植物名（漢語）は合歓（ごうかん）である他に、馬纓花、絨花樹、合昏、夜合、鳥絨などの異名がある。
日本の地方により、ネブノキ、ネブタノキ、コウカンボ、コウカンボクの方言名がある。このほか、方言語彙には次のようなものがある。
- ねむたぎ、ねぶたぎ（眠た木）：宮城県、山形県、福島県などの一部
- ねふりのき（眠りの木）：京都府の一部
- ねむりこ（眠り子）：大分県、宮崎県の一部

## 分布と生育地
イラン、アフガニスタン、中国南部、朝鮮半島、日本の本州（主に青森県津軽以南）・四国・九州・南西諸島に分布する。各地の山野、原野、河岸に自生する。北海道には自生しないが、植栽樹が道南地方で見られる。沖縄には近縁種のヤエヤマネムノキ（Albizia retusa）がある。どの地域でも、明るい砂地、特に川に近いところなどを適地とする。ヨーロッパへは、1740年頃にフィリッポ・デリ・アルビッツィによりコンスタンティノープル（現：イスタンブール）から持ち込まれ、数年後にフランスに入った。
ネムノキ属は主として熱帯に150種ほどが分布するが、その中でネムノキは飛び抜けて耐寒性が強く高緯度まで分布する。温帯で広く栽培され、一部で野生化している。

## 特徴
落葉広葉樹の小高木または中高木。河原や雑木林に生え、高さは6 - 10メートル (m) になる。生長は早いほうで、枝はやや太く、まばらに横に出て広がる。樹皮は灰褐色で皮目が多く、縦筋がある。皮目は横長になったり、縦に裂けることもある。一年枝は暗緑褐色で皮目が目立ち、ジグザグ状に曲がる。枝は折れやすい。
葉は大型の2回偶数羽状複葉で、20 - 40片の小葉をつけ、朝は小葉が開いて夜に閉じることを繰り返す。
花期は夏（6 - 7月）。小枝の先から花柄を出して、淡紅色の花が10 - 20個集まって頭状花序のようにつき、暑い日中を避けて夕方に開き、翌日にはしぼむ。萼は小さく、花冠は細い筒状で、ほとんど目立たない緑色で短く、上部が5裂する。そこから先の雄しべの花糸は淡紅色で長く、花の外にたくさん突き出て目立つ。香りは桃のように甘い。マメ科に属するが、マメ亜科に特徴的な蝶形花とは大きく異なり、花弁が目立たない。
果実は豆果（莢果）で、広線形で細長く、扁平である。莢は長さ10 - 15センチメートルの長楕円形で、中に長さ10 - 15ミリメートルの楕円形の種子が10 - 15個ほど入る。果実は10 - 12月に褐色に熟す。豆果は冬でも枯れて残っている。
冬芽は隠芽で葉痕に隠れており、葉痕の上に小さな副芽がつく。枝先につく仮頂芽は発達せず、側芽は枝に互生する。葉痕は三角形や半円形で、維管束痕は3個つく。春になるとひび割れて、隠れていた冬芽が見えてくる。
陽樹であり、荒れ地に最初に侵入する先駆植物（パイオニア植物）の一種である。芽吹くのは遅いが、成長は他の木と比較すると迅速である。
ネムノキの就眠運動は、葉の付け根の膨らんだ部分に葉枕（ようちん）という細胞があり、昼と夜の気温の変化で内部圧力を変化させる仕組みにより葉を開閉する。周囲が暗くなると葉を閉じるが、光を当て続ける実験を行ったところ、体内時計による概日リズムに従って就眠することが判明している。また夜でなくても、ひどく暑い日などにも葉の就眠運動が起こることもある。

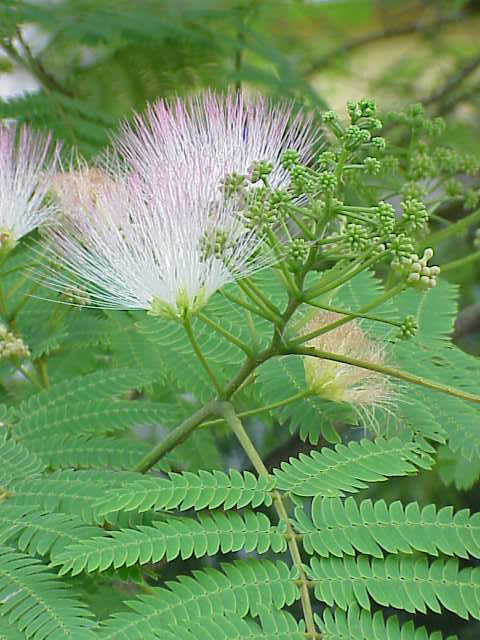
ネムノキの花
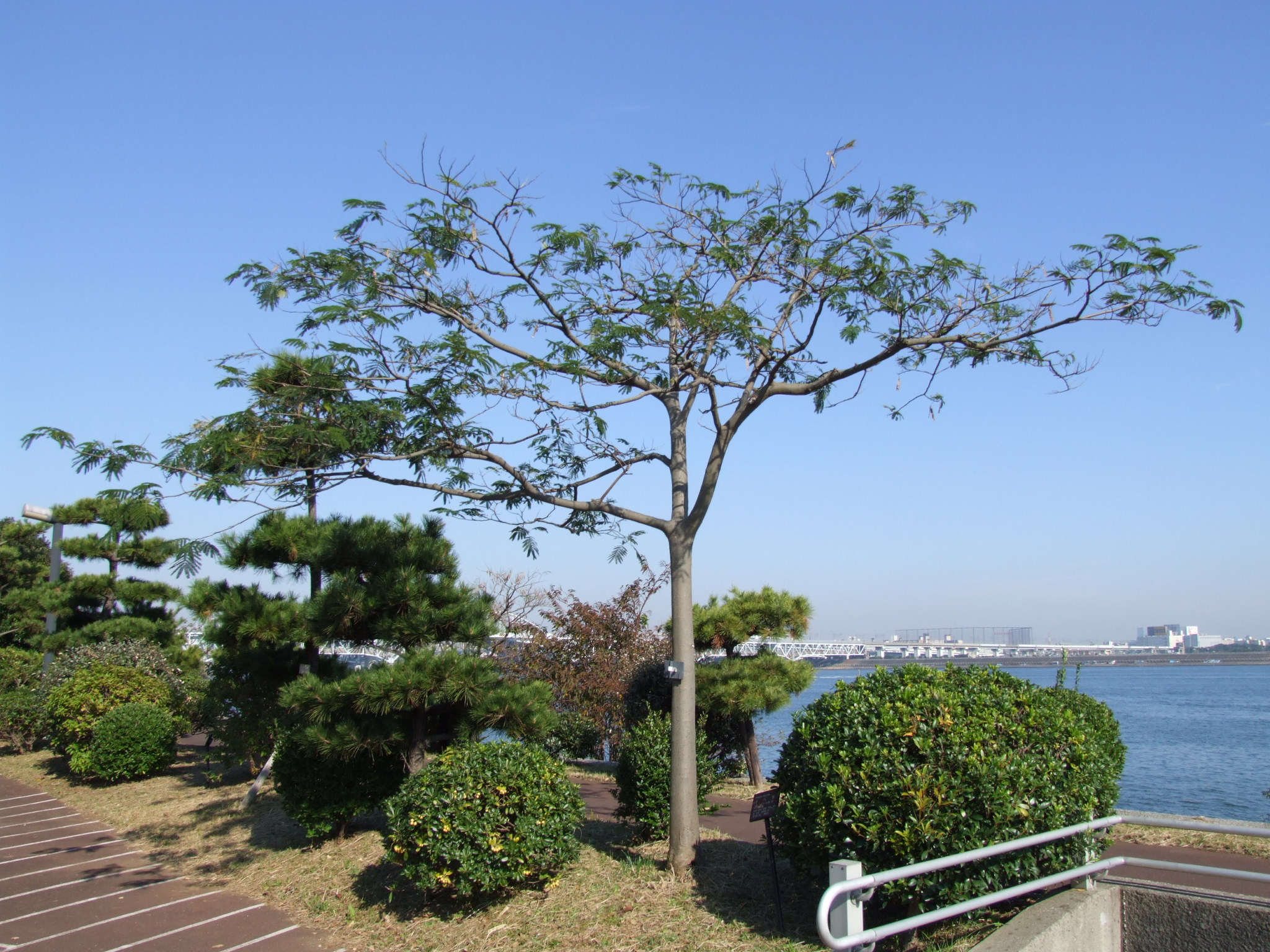
中央がネムノキ
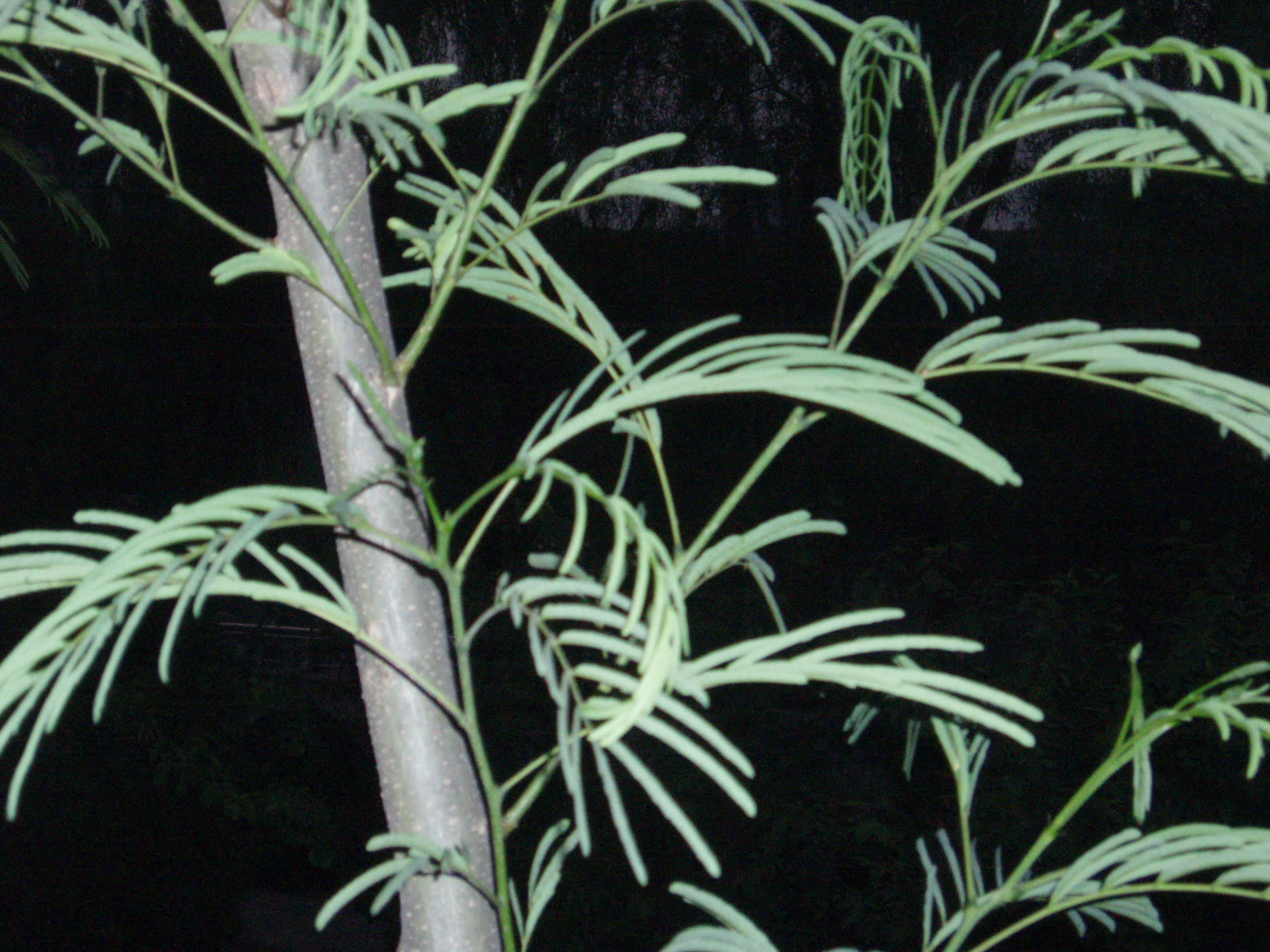
閉じた葉
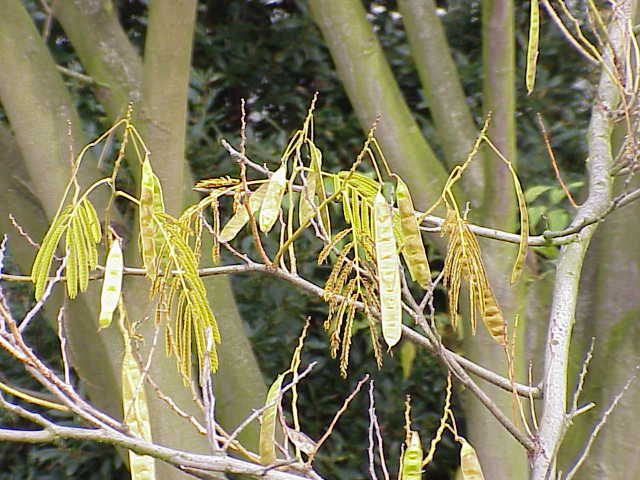
豆果
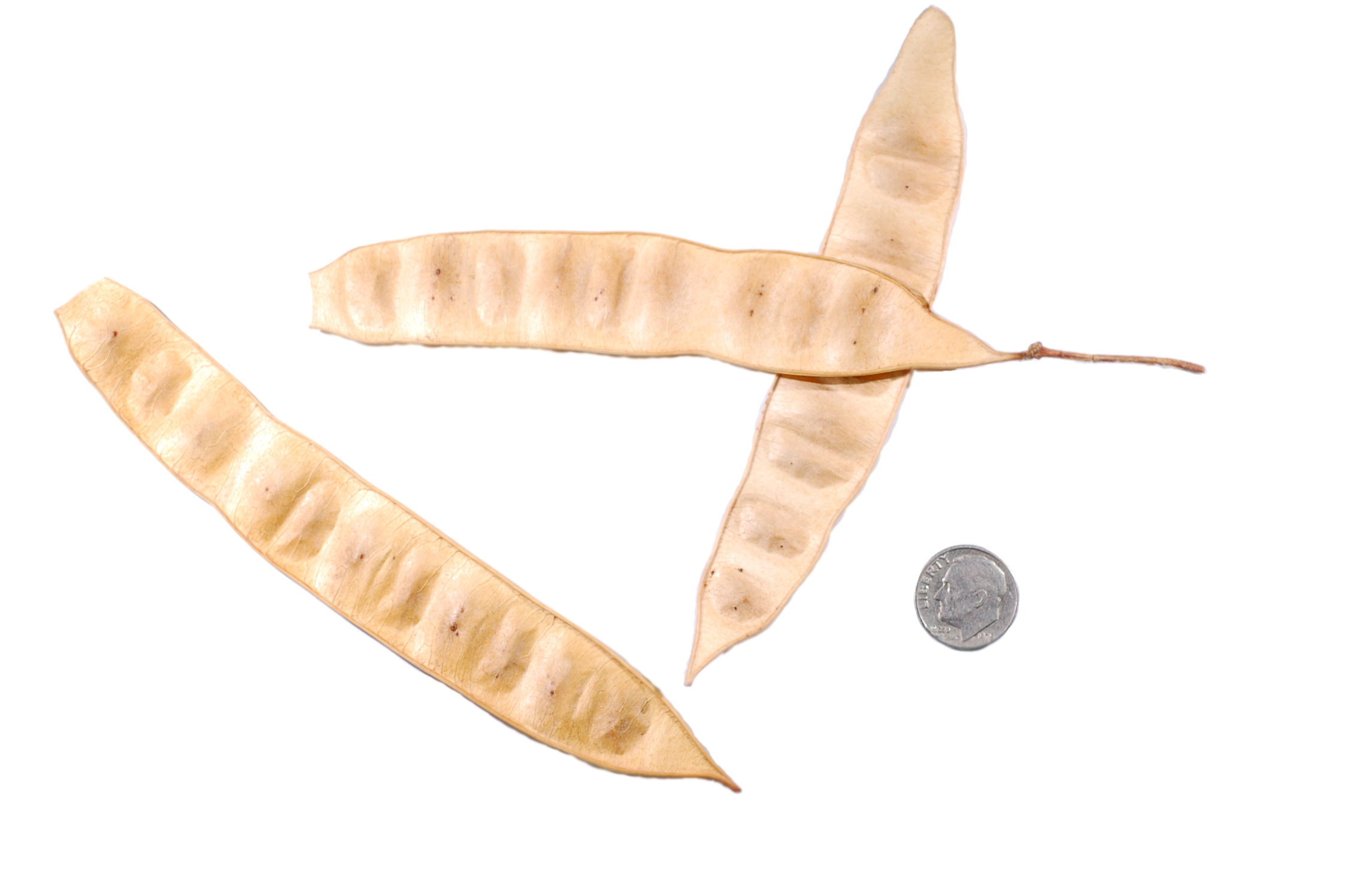
さや（果実）

## 栽培
生長速度は速いほうで、日当たりの良い場所に植えて育てる。土質は全般で湿りがちな場所に、根を深く張る。種子は春蒔きする。植栽適期は10月中旬 - 11月、2月下旬 - 3月、6月下旬 - 7月とされる。暖帯・熱帯性の植物で、高い気温を好み、陽樹であることから日陰地は好まず、剪定を嫌う性質を持っている。施肥は1 - 3月に行う。

## 利用

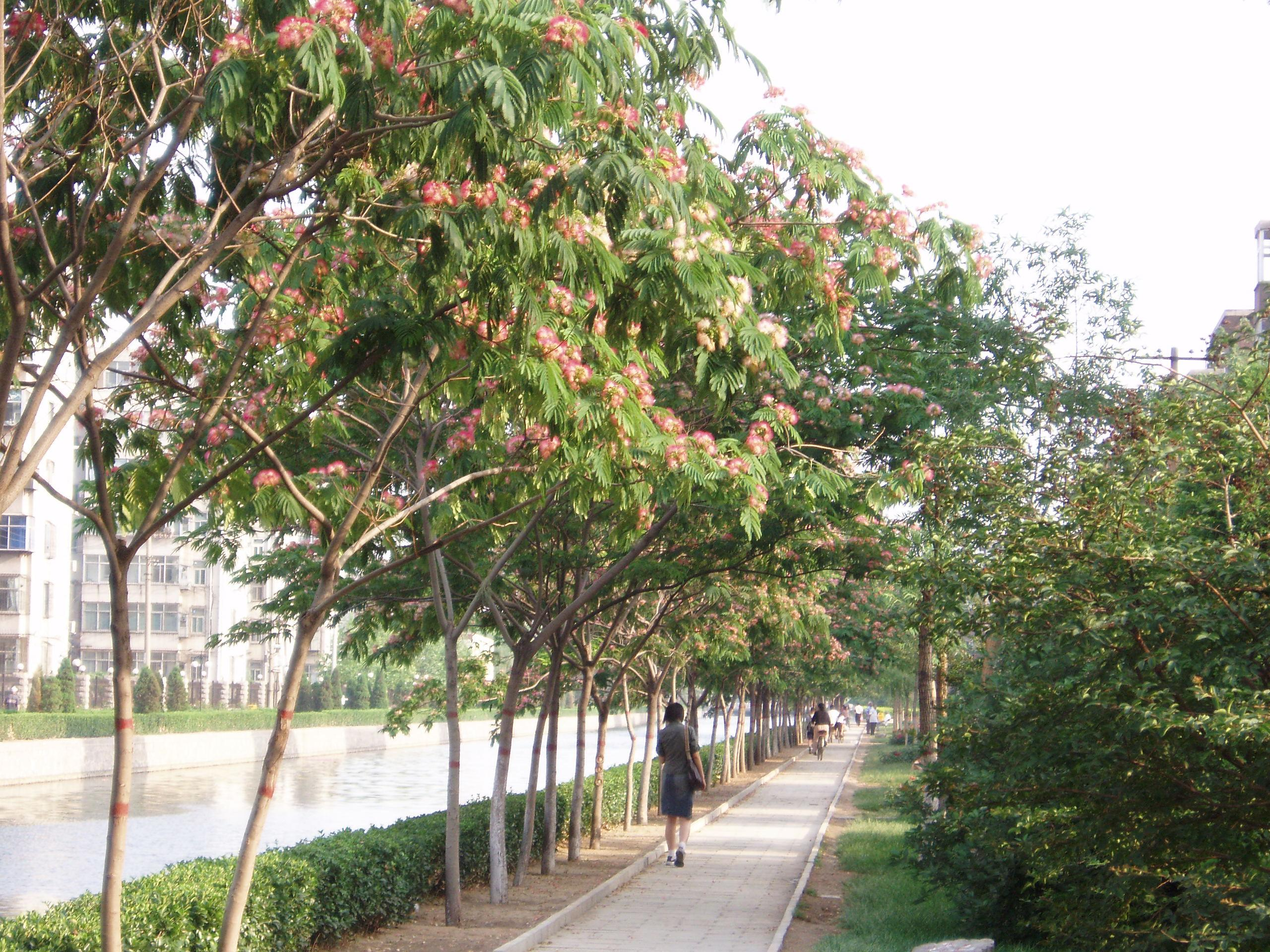
中国石家荘市の街路樹

観賞用に庭園樹になるほか、街路樹としても使われる。材は、器具材や各種木工品として利用される。葉の粉末は抹香に使う。害虫駆除、鎮痛、家畜の飼料などにも利用される。塩害に強い特性から、日本では古くから海岸線の防風林として利用されている。

### 植栽
枝が横に張り出す個性的な樹形と、涼しげな葉や刷毛を思わせる花の優美な印象から、観賞用に広い庭などに単独で植えて楽しまれる。若木の頃は足下の日当たりは良いが、生長するにつれて足下に日当たりは悪くなる。花の独特の形は観賞性が高く評価されているが、木の高い位置に花を多くつけるため、花を楽しむには建物の2 - 3階くらいの高い場所から眺められるような環境が必要となる。
園芸品種に、枝が垂れる ‘シダレネムノキ’ 、銅紫色の葉をもつ ‘サマーチョコレート’ などの栽培種もある。
河原に近い明るい砂地が生育に適し、マメ科に共通する性質をもつことから、砂防用に使われた例もある。

### 薬用
中国医学では花を生薬として用い、夏に採取して天日乾燥したものを合歓花（ごうかんか）と称する。性は平、味は甘であり、精神安定や不眠解消の効果があるとされる。樹皮は合歓皮（ごうかんひ）と称する生薬で、7 - 8月ころの樹皮が剥がれやすい時期に幹や枝の一部から剥ぎ取って、表面の粗皮を取り除き、天日乾燥させたものである。樹皮にはタンニンが含有され、利尿・強壮・鎮痛効果があり、花と同様に不眠、不安に対する薬効もあるとされる。
民間では花・樹皮ともに1日量5 - 10グラムを水600 ㏄で半量になるまで煎じて、3回に分けて服用することで、ストレス性の不眠、不安によいと言われている。また関節痛や腰痛を目的に、樹皮10 - 15グラムを水400 ㏄で半量になるまで煎じ、1日3回に分けて服用する用法も知られている。さらに、打撲や挫傷には、合歓皮を黒焼きにして黄柏末（オウバクの粉末）を混ぜて酢で練り、冷湿布に用いる。

## 文化
夏の季語であり、万葉集や松尾芭蕉、与謝蕪村の句に登場する。
象潟や 雨に西施が ねぶの花—松尾芭蕉、『おくのほそ道』より（辻井達一『日本の樹木』(1995) 215頁からの孫引き）
雨に濡れてネムノキの花が垂れたようすを、古代中国の四大美女の一人である西施になぞらえた句である。
長谷川雪旦の『江戸名所花暦』では、綾瀬川河岸のネムノキの眺めが名所として取り上げられている。

## 関連する動物
ネムノキはキチョウの食草で、時として多数がついて食い荒らされる。また、大型のカメムシであるオオクモヘリカメムシがよくついており、うっかり触ると非常に臭い。
他のマメ科植物と同様に根粒菌と共生関係にある。

## 近縁種
- ギンネム（Leucaena leucocephala） - ギンゴウカン属の樹木で、標準和名はギンゴウカン。熱帯アメリカ原産で、ネムノキに似た白色球状の頭状花序をつける。日本では、沖縄や小笠原諸島に帰化している[11]。
- タイワンネム（Albizia procera）  - 台湾に分布するネムノキの近縁種。花色は銀白色[21]。
- オオバネムノキ（Albizia kalkora） - 別名、チョウセンネムノキ。朝鮮に分布する。ネムノキと似ており、花色はピンク色[21]。